# Imbaseni
Imbaseni ist ein Verwaltungsbezirk (Ward) des Distrikts Meru in der tansanischen Region Arusha.

## Geografie
Imbaseni liegt im Norden von Tansania, östlich der Distrikthauptstadt Usa River an der Nationalstraße von Arusha nach Moshi. Der Süden des Bezirks liegt auf rund 1100 Meter Seehöhe, nach Norden steigt das Land Richtung Ngurdoto-Krater auf 1350 Meter an.
Der Bezirk hat eine Fläche von 26 Quadratkilometern. Bei der Volkszählung 2022 lebten hier 29.770 Menschen in 8777 Haushalten.

## Gliederung
Der Bezirk besteht aus drei Gemeinden (Mtaa) mit zwölf Orten (Kitongoji):
| Ngongongare - Arauyo - Napoco - Mtoni - Mamuna | Kiwawa - Kiwawa - Arudeco - Bondeni | Imbaseni - Sokoni - Chemchem - Shuleni - Kanisani - Tangini |

## Wirtschaft und Infrastruktur
- Bildung: Die Steps Secondary School ist eine weiterführende Schule für Burschen und Mädchen, die für Tages- und Internatsschüler eine Ausbildung bis zur 4 Stufe anbietet.[6][7] Das Institute für medizinische Forschung (NIMR) betreibt in Ngongongare eine Forschungsstation, die 2008 zusammen mit italienischen NGOs gegründet wurde.[8]
- Gesundheit: In der Gemeinde Ngongongare liegt eine öffentliche Apotheke, die auch kleine chirurgische Eingriffe durchführt.[9] Die private Apotheke in Imbaseni hat ein angeschlossenes Labor.[10]